# Kamień runiczny z Rörbro

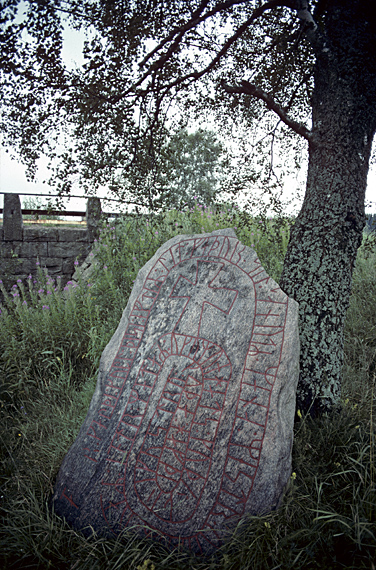
Kamień runiczny z Rörbro

Kamień runiczny z Rörbro (Sm 37) – kamień runiczny, znajdujący się w parafii Nöttja w gminie Ljungby w regionie Kronoberg w szwedzkiej prowincji Smalandia.
Wykonany z bloku gnejsu kamień ma 1,95 m wysokości, 1,25 m szerokości i grubość 0,25 m. Przechylony jest o około 60° od pionu. Pochodzi z przełomu X i XI wieku. Wciąż stoi w miejscu jego pierwotnego wystawienia, przy moście nad rzeką Rörbro kilka kilometrów na południowy wschód od Nöttja. Na jego powierzchni wyryto napis o treści:
[:] a[sur] * karþi : kubl : þesi : eftiR : uit : faþur : sin * [h]an uaR : mana : mestr : uniþikR [:] uaR : i[n]tr : mataR : uk umun hats : kuþr * þi(k)[n] kus tru : kuþa : hafþi :
co znaczy:
Atsur wzniósł kamień ten dla Öinda, swego ojca. Był on spośród ludzi najmniej nikczemny, hojnie częstował niepomny nienawiści. Dobry gospodarz, dobry chrześcijanin.
Druga część napisu zapisana została w aliterowanym metrum:
manna mestr óníðingr
var yndr matar
ok ómunr hatrs.
Góðr þegn
Guðs trú góða hafði